# El judaísmo en la música

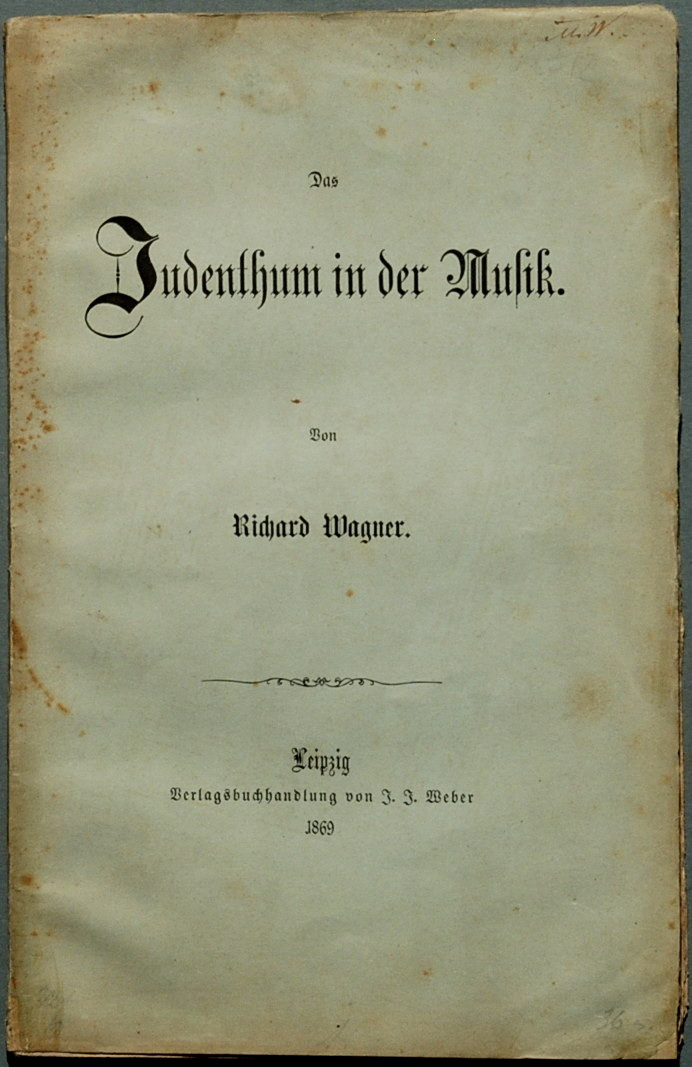
Portada de la versión del ensayo de 1869.

El judaísmo en la música (en alemán Das Judenthum in der Musik) es un ensayo antisemita del compositor alemán Richard Wagner, en el que ataca a los judíos en general y a los compositores Giacomo Meyerbeer y Felix Mendelssohn en particular. Fue publicado bajo un seudónimo en Neue Zeitschrift für Musik (NZM) de Leipzig en septiembre de 1850. Fue reimpreso en una versión ampliada con el nombre de Wagner en 1869. Es considerado como uno de los hitos más importantes de la historia del antisemitismo alemán.

## Artículo original de 1850
La primera versión de este artículo apareció en Neue Zeitschrift für Musik (NZM) bajo el seudónimo de K. Freigedank (K. Librepensamiento). En una carta de abril de 1851 a Franz Liszt, Wagner justificó el uso del seudónimo «para evitar la cuestión de ser arrastrado por los judíos a un nivel puramente personal».
En esa época, Wagner estaba viviendo en el exilio en Zúrich, debido a su papel en el alzamiento de 1849 en Dresde. Su artículo siguió a una serie de ensayos en NZM escritos por su discípulo Uhlig, atacando la música de la ópera de Meyerbeer Le prophète. Wagner estaba particularmente enfurecido por el éxito de Le prophète en París, más aún porque había sido antes un admirador servil de Meyerbeer, que le había dado apoyo financiero y usó su influencia para conseguir que la ópera de Wagner Rienzi, su primer éxito real, fuera estrenada en Dresde en 1841.
Otro de los motivos que alentaron a Wagner a escribirlo fue la muerte de Mendelssohn en 1847, ya que creía que la popularidad de su estilo conservador coartaba el potencial de la música alemana. Aunque Wagner no hubiera mostrado prácticamente ningún signo de prejuicio contra los judíos antes (a pesar de las reclamaciones de Rose en su libro Wagner, Race and Revolution (1992) y otros), decidió construirlo sobre los artículos de Uhlig y preparar una andanada para atacar a sus enemigos artísticos, integrados en lo que él consideraba un contexto judeofóbico populista.
Las traducciones de la obra que figuran a continuación son de la traducción de 2013 de Rosa Sala Rose.
Wagner afirma que la obra fue escrita para:

explicarnos lo espontáneamente repulsivo que tienen para nosotros la personalidad y la esencia de los judíos a fin de justificar esta aversión instintiva, dándonos buena cuenta de que es más fuerte y predominante que nuestro afán consciente por librarnos de ella.

En general el ensayo está empapado de la agresividad típica de la mayoría de las publicaciones judeofóbicas de siglos anteriores. Sin embargo, Wagner introduce — a partir de ideas ya desarrolladas previamente, en su temprano ensayo La obra de arte del futuro —  una nueva idea que sería utilizada posteriormente por muchos escritores antisemitas: que aquellos que se encuentran fuera del Volk (pueblo, definido como “la comunidad de hombres que sienten una necesidad común y colectiva”) son incapaces de producir Arte verdadero. En la opinión de Wagner, el verdadero arte se origina en esa necesidad colectiva y atávica.  Quienes no son parte de esa colectividad no pueden, consecuentemente, producir arte, estando confinados a producir obras, tales como las de Mendelssohn, «superficialmente dulce y tintineante».

So lange die musikalische Sonderkunst ein wirkliches organisches Lebensbedürfniß in sich hatte  [...] fand sich nirgends ein jüdischer Componist. [...] Erst wenn der innere Tod eines Körpers offenbar ist, gewinnen die außerhalb liegenden Elemente die Kraft, sich seiner zu bemächtigen, aber nur um ihn zu zersetzen; dann löst sich wohl das Fleisch dieses Körpers in wimmelnde Viellebigkeit von Würmern auf: wer möchte aber bei ihrem Anblicke den Körper selbst noch für lebendig halten?
Mientras la música contuvo una auténtica necesidad vital y orgánica [...] habríamos buscado en vano a un compositor judío. [...] Sólo cuando se hace patente la muerte interior de un cuerpo, los elementos extraños adquieren la fuerza necesaria para apoderarse de él, aunque sólo para descomponerlo. Entonces su carne se deshace en una pululante miríada de gusanos. Pero al verlos, ¿quién consideraría aún vivo al cuerpo del que se nutren?

Adicionalmente Wagner sostiene que los judíos no son capaces de hablar lenguas europeas correctamente y que el discurso judío adopta el carácter de un «parloteo insoportablemente confuso», en una «articulación siseante, estridente, zumbante y arrastrada», incapaz de expresar la verdadera pasión. Esto, afirma, les impide cualquier posibilidad de crear una canción poética o música:

Wenn die Eigenthümlichkeiten dieser jüdischen Sprech- und Singweise in ihrer grellsten Sonderlichkeit vor Allem den stammtreu gebliebenen gemeineren Juden zugehören, und der gebildete Jude mit unsäglichster Mühe sich ihrer zu entledigen sucht, so wollen sie doch nichtsdestoweniger mit impertinenter Hartnäckigkeit auch an diesem haften bleiben.
Si bien las peculiaridades del habla y del canto judíos en su versión más estridente son atribuibles sobre todo al judío vulgar que ha permanecido fiel a su pueblo, mientras que el judío cultivado trata de deshacerse de ellas con indecibles esfuerzos, no por eso dejan de permanecer adheridas a él con impertinente contumacia.

Hay poca novedad en estas últimas ideas, en gran medida tomadas de las teorías del lenguaje y discursos de los filósofos franceses del siglo XVIII. 
Wagner propone una intrincada justificación de los poetas judíos Heinrich Heine y Ludwig Börne, diciendo del primero que se convirtió en poeta solo porque la cultura alemana había perdido su autenticidad. Por lo tanto podía ser representado como un judío, el cual asumió desde su naturaleza la falta de autenticidad cultural y también condenó la corrupción del judaísmo. En este sentido, fue la «conciencia del judaísmo», al igual que el judaísmo es «la mala conciencia de la civilización moderna». Pasa luego a referirse a Borne, un escritor y periodista judío que se convirtió al cristianismo. 
Wagner sugiere que el arte alemán esta en una crisis — ejemplificada en la aceptación y éxito de las obras de Mendelssohn, a la que Wagner destina alabanzas envenenadas, y Meyerbeer, a quien Wagner ataca salvajemente pero sin mencionarlo expresamente —  y la falla en el mismo ámbito, en esa época, de las de Wagner mismo, crisis que demanda redención. Wagner termina con un llamamiento a los judíos para que estos, siguiendo el ejemplo de  Börne,  ayuden a «redimir» la cultura alemana a través del abandono del judaísmo.:

Nehmt rücksichtslos an diesem, durch Selbstvernichtung wiedergebärenden Erlösungswerke theil, so sind wir einig und ununterschieden! Aber bedenkt, daß nur Eines eure Erlösung von dem auf euch lastenden Fluche sein kann: die Erlösung Ahasvers, – der Untergang!
¡Formad parte sin miramientos de esta obra redentora que consiste en renacer a partir de la autodestrucción y entonces estaremos unidos y seremos iguales! Pero ¡tened en cuenta que sólo una cosa os redimirá de la maldición que pesa sobre vosotros: La redención de Asuero, el hundimiento!

En la versión original de 1850, en lugar de la expresión «autodestrucción», Wagner empleó «este combate sangriento y autodestructor»  —mostrando una visión aún más agresiva, que quizá era demasiado explícita para ser usada por el personaje popular y ampliamente reconocido en el que se había convertido Wagner hacia el año 1868.

## Recepción del artículo de 1850
Hay que tener en cuenta que NZM gozaba de una difusión muy restringida —no más, en estimación de JM Fischer, de 1.200 ejemplares aproximadamente—. De hecho, la única respuesta fue una queja al director de NZM, Franz Brendel, remitida por Ignaz Moscheles, antiguo amigo de Mendelssohn, y otros profesores del Conservatorio de Leipzig. Fischer no ha encontrado otra respuesta de importancia. El artículo, que Wagner suponía que iba a causar sensación y que le proporcionaría algún dinero como periodista, se hundió como una piedra en el agua. Casi todas las personas del entorno de Wagner, incluyendo a Liszt, estaban avergonzados por el artículo y pensaron que se trataba de opiniones de carácter transitorio (lo que no eran) o un mero ajuste de cuentas (lo que sí era, al menos en parte).

## 1850-1869
En su obra teórica más importante, Ópera y drama (1852), Wagner hizo objeciones similares sobre Meyerbeer. Pero por otra parte, aunque las cartas personales de Wagner contienen ocasionales burlas a los judíos y al judaísmo, no hay ninguna evidencia de que en estos años se mostrara dispuesto a volver al ataque o a revivir aquel artículo inicialmente anónimo. Sin embargo, el año 1868, en su diario (conocido como el «libro marrón») aparecen las ominosas palabras «Considero Judentum». No está claro que provocó esto. Entre los factores que pudieran contribuir está la muerte de su «enemigo» Meyerbeer en 1864, la relativa seguridad que gozaba bajo la protección del rey de Baviera y su creciente autoconfianza ahora que el ciclo de El anillo del nibelungo estaba encarrilado y que había completado las óperas Tristán e Isolda y Los maestros cantores de Nuremberg. Una intrigante posibilidad es que, al haber recibido la correspondencia de su madre en 1868 (que rápidamente ardió), enviada por su hermana, descubrió que su padre biológico era el actor y músico Ludwig Geyer, y pudo temer que Geyer fuera judío (en realidad no lo era) y por tanto él mismo también lo sería. También pudo ser influido por las ideas de su mujer Cósima, la que todavía era más antisemita que él.

## Versión de 1869 y escritos posteriores

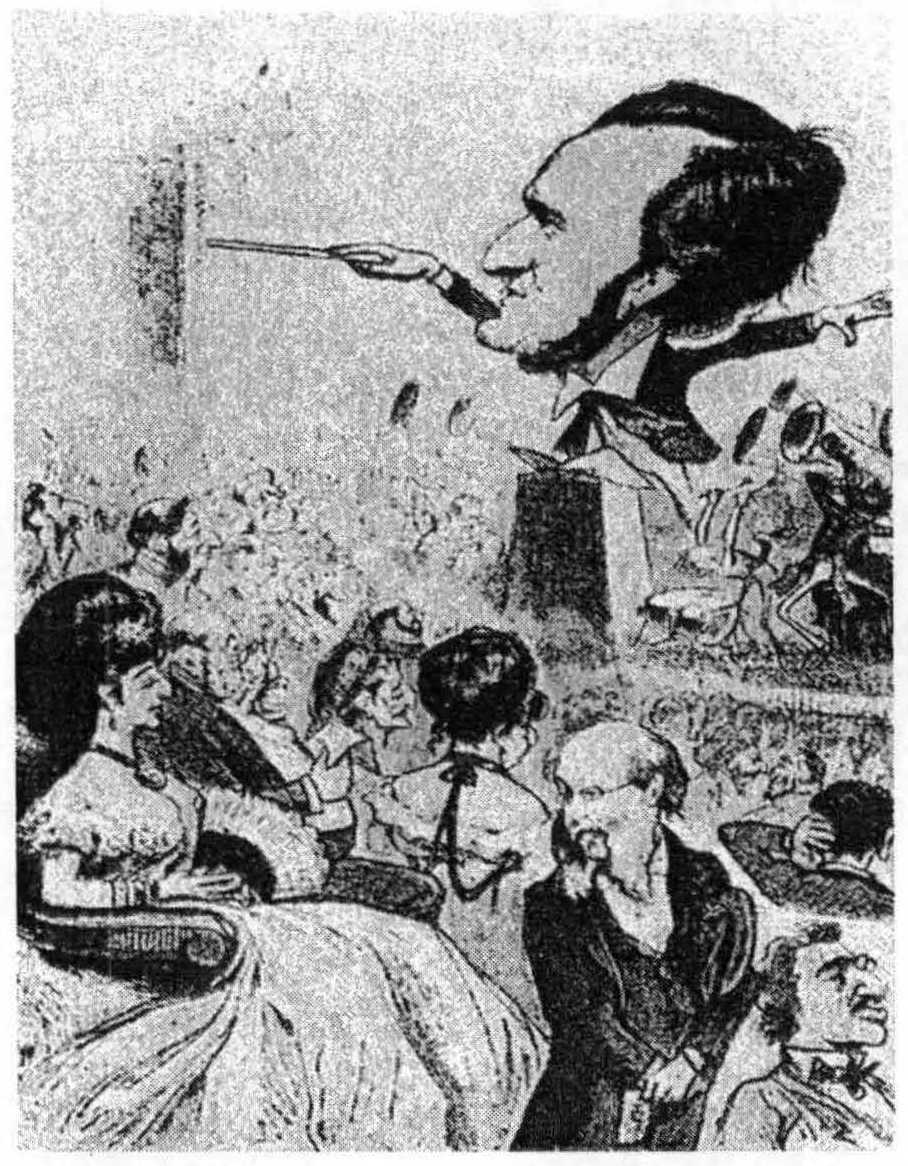
«Das Judenthum in der Musik, wie es Richard Wagner gefällt – wenn es nämlich 25 Gulden für einen Fauteuil bezahlt». Caricatura en la revista Kikeriki (1872).

Por razones que se desconocen, Wagner volvió a publicar el ensayo en 1869, con un apéndice de una longitud similar a la del texto, y con su verdadero nombre. La primera parte fue impresa como en 1850, con algunas notas al pie. Con cierta falta de confianza en la frenética labor inicial, la segunda y nueva parte intenta contextualizar los sentimientos antijudíos de Wagner en el panorama político alemán de la segunda mitad del siglo XIX, sin dejar de menospreciar a los difuntos Mendelssohn y Meyerbeer y con referencias a otros músicos ya fallecidos, incluyendo a Schumann, a quien considera de su parte. También atacó al crítico Eduard Hanslick, de quien dijo que era de ascendencia judía, hecho que el mismo Hanslick trató de desmentir.
De nuevo, los seguidores de Wagner se desesperaron con la provocación. Incluso Cósima dudaba de que fuera una acción inteligente. En esos momentos, Wagner era una personalidad reconocida y la reedición provocó numerosas réplicas, entre las que cabe mencionar la de Joseph Engel, Richard Wagner, das Judentum in Musik, eine Abwehr (Richard Wagner, el judaísmo en la música, una defensa); la de E. M. Oettinger, Offenes Billetdoux an Richard Wagner (Carta abierta de amor a Wagner, Dresde, 1869) y la de A. Truhart, Offener Brief an Richard Wagner (Carta abierta a Richard Wagner, San Petersburgo, 1869).
Sin embargo, el alboroto que provocó la publicación no pasó de una tormenta en una taza de té. En términos de difusión de los sentimientos antijudíos de Wagner, serían mucho más decisivos los numerosos ensayos y artículos periodísticos que escribió entre 1869 y 1883, año de su muerte, en los que directa o indirectamente criticó a personas judías concretas o la comunidad judía en su conjunto. Estos trabajos coincidieron con el crecimiento del antisemitismo —en el sentido del movimiento organizado que quería abolir los derechos que los judíos habían ido ganando a lo largo del siglo XIX, y particularmente a raíz de la unificación alemana de 1870— como fuerza de importancia política en Alemania y Austria. De hecho, los líderes antisemitas se acercaron a Wagner para reclamar su apoyo y aunque nunca se lo ofreció de manera oficial, tampoco hizo nada para apartarse de sus propuestas políticas.

## Wagner y los judíos
A pesar de sus ataques a la influencia judía en la música, e incluso a sus ataques contra personas judías en concreto, Wagner tuvo numerosos amigos y admiradores judíos, incluso durante los últimos años de su vida. Entre ellos cabe destacar a su director de orquesta preferido, Hermann Levi, los pianistas Carl Tausig y Joseph Rubinstein, el escritor Heinrich Porges y muchos otros. En su autobiografía, escrita entre 1865 y 1870, declaró que su relación con el judío Samuel Lehrs, a quien conoció en París a principios de la década de 1840, fue «una de las más bellas amistades de mi vida». Quedan, por tanto, elementos enigmáticos, quizás oportunistas, en la actitud personal de Wagner respecto de los judíos.
La notoriedad que alcanzó en Alemania la actitud de Wagner hacia los judíos es patente en la novela Effi Briest (1895) de Theodor Fontane. El marido de Effi, el barón von Instetten, le pide que toque algo de Wagner, por la opinión del compositor «sobre la cuestión judía».

## Recepción posterior
El ensayo fue un problema para los primeros wagnerianos y raramente fue editado en los primeros años del siglo XX, a excepción de la inclusión como parte de las obras completas del autor. Fischer no ha encontrado comentarios críticos significativos sobre el texto. Antes del período nazi solo había una reedición, hecha en Weimar el año 1914. Por lo tanto es bastante improbable que fuera leído por Adolf Hitler u otros altos jefes nazis durante el desarrollo de su movimiento (o después), y no hay ninguna evidencia de que fuera así. Durante el período nazi hubo dos ediciones: en Berlín en 1934 y en Leipzig en 1939. Ninguna de las dos parece haber sido de un gran número de ejemplares.
El judaísmo en la música no aparece citada por los primeros estudiosos del nazismo, de los años 1950, como Hannah Arendt. El interés en la obra parece que revivió en la década de 1960, con la nueva conciencia del Holocausto que provocó el juicio de Adolf Eichmann. En este contexto, hay quien consideró el consejo de Wagner a los judíos de «sacrificarse como Asuero» como una llamada a su exterminio, tal y como planeó el régimen nazi, pero no hay ninguna justificación para esta aseveración. De hecho, el Asuero a quien Wagner parecía referirse era un personaje de una obra de teatro (Halle und Jerusalén) de Achim von Arnim, un «buen» judío que voluntariamente se sacrifica a sí mismo para salvar a otros personajes del fuego. La afirmación de Wagner puede no significar más que «los judíos han de sacrificar su identidad por el bien común», la interpretación de sus palabras como un deseo de aniquilación nunca le fue atribuida antes de la política nazi de exterminio. El hecho de que los nazis se «apropiaran» deliberadamente de la obra de Wagner con fines propagandísticos no implica que los escritos de Wagner deban ser interpretados solo en el contexto de la política nazi. Wagner murió seis años antes del nacimiento de Hitler en 1889.
El ensayo se omitió en la edición «completa» de 1983 de la prosa de Wagner, en el centenario de su muerte, porque era percibido como relacionado con el antisemitismo nazi. En el año 2000, Jens-Malte Fischer preparó un edición crítica, con material nuevo y comentarios contemporáneos.
Algunos escritores (por ejemplo Bryan Magee) han querido hacer una defensa de la originalidad del pensamiento de Wagner en el enasayo, aunque reconociendo su malevolencia. Sin embargo, un estudio completo del contenido de Das Judenthum habla en contra de estos argumentos. 
Aunque quizá sería inadecuado presentar Das Judenthum en sí mismo como un importante hito del antisemitismo alemán, no se puede decir lo mismo de las actitudes de Wagner hacia los judíos en general. Sus últimos escritos, publicados cuando ya era una personalidad influyente, a menudo contienen agresivos comentarios antijudíos, aunque al mismo tiempo el compositor fuera capaz de mantener un círculo de amigos y admiradores judíos.
Adolf Hitler se declaraba admirador de la música de Wagner y se ha dicho que llegó a afirmar que «hay un único predecesor legítimo del nacional-socialismo: Wagner». La música de Wagner sería interpretada con frecuencia en los mítines nazis (como la música de Beethoven, también considerada «apropiada»). La nuera póstuma de Wagner, Winifred Wagner, fue una admiradora de Adolf Hitler y dirigió el Festival de Bayreuth entre la muerte de su marido, Siegfried, el año 1930 y el final de la Segunda Guerra Mundial, cuando fue despedida. Durante el período nazi, frecuentemente se requirió la asistencia de la alta jerarquía del régimen a las interpretaciones de las óperas de Wagner (aunque no siempre la respuesta fue entusiásta). De esta manera, los alemanes de la era nazi, aunque no supieron nada de música y no conocieron los escritos de Wagner, se les presentó la figura del compositor como la clara imagen del gran alemán antisemita.
Debido a todos estos factores, y por consenso, la música de Wagner no fue interpretada en el moderno estado de Israel durante el siglo XX. Recientemente muchos israelíes han discutido que es compatible disfrutar de la música de Wagner sin que ello implique aceptar sus convicciones políticas y sociales. En 2001 hubo una interpretación pública del preludio de Tristán e Isolda en Tel Aviv, dirigido por Daniel Barenboim como obra extra al programa. La interpretación suscitó sentimientos encontrados entre el público, entre el deleite y la cólera.